# Associated Press c. Budowich
Associated Press c. Taylor Budowich, Karoline C. Leavitt et Susan Wiles est une affaire judiciaire en cours concernant la décision du personnel de la Maison-Blanche du président Donald Trump d'interdire à l'Associated Press (AP) – une des plus ancienne, plus importante et des plus respectées agence de presse– de participer à certains événements pour la presse jusqu'à ce qu'elle accepte de désigner le golfe du Mexique comme le « golfe d'Amérique ». L'affaire est actuellement pendante devant une chambre de trois juges de la Cour d'appel des États-Unis pour le circuit du district de Columbia.

## Contexte

### Associated Press
L'AP est une agence de presse mondiale et généraliste fondée en 1846, qui compte parmi ses membres de nombreux grands journaux et radiodiffuseurs des États-Unis, et bien d'autres abonnés à ses dépêches. Elle dispose de 235 bureaux dans 94 pays, et emploi plus de 4 000 personnes. Le Guide de style de l'AP (en anglais : AP Stylebook) est le guide de référence du journalisme étasunien en matière de grammaire et de terminologie anglaises depuis les années 1950,,. Les alliés du président Trump ont déjà critiqué le Guide de l'AP pour ce qu'ils considèrent comme un « parti pris » en raison de récents changements mettant l'accent sur un langage inclusif.

### White House Press Corps
Le White House Press Corps (groupe des correspondants de presse à la Maison-Blanche) assiste aux conférences de presse et autres événements organisés à la Maison-Blanche afin d'offrir une visibilité publique sur les activités du pouvoir exécutif. Dans le cadre de ses reportages sur les affaires gouvernementales, l'AP participe au Press Corps depuis sa création, au début du XXe siècle. En 1977, la Cour d'appel des États-Unis pour le circuit du District de Columbia a jugé dans l'affaire Sherrill c. Knight que la Maison-Blanche avait un droit limité de refuser une accréditation à la presse sur la base d'une « norme explicite et significative » (en anglais : explicit and meaningful standard), à condition qu'elle « offre des garanties procédurales » (en anglais : afford procedural protections). En 2018, sous la première administration Trump, la Maison-Blanche a révoqué l'accréditation du journaliste de CNN Jim Acosta, mais un juge a ordonné son rétablissement sur la base de la clause de due process du Cinquième Amendement à la Constitution des États-Unis.

### Golfe d'Amérique
Le 20 janvier 2025, le président Trump a signé le décret présidentiel 14172 (en anglais : executive order), ordonnant aux agences à aux administrations fédérales de changer le nom du golfe du Mexique pour « golfe d'Amérique », un nom qui ne faisait pas auparavant référence au golfe, et Denali pour « mont McKinley ». Les entités privées ne sont pas légalement tenues de suivre l'usage de ces noms, qui s'applique au seul État fédéral. Trois jours plus tard, l'AP a annoncé que ses dépêches continueraient de désigner le golfe du Mexique par son nom traditionnel, tout en reconnaissant le choix de l'administration Trump d'utiliser « golfe d'Amérique ». De même, les directives du guide de style de l'AP recommandent de se référer au nom historique et de reconnaître le nom choisi par Trump. L'AP justifie son choix par le fait que les dépêches sont utilisées par des clients du monde entier qui seraient incapables de savoir ce à quoi fait référence « golfe d'Amérique » sans explication supplémentaire. Faisant une concession à l'administration Trump, l'AP a simultanément adopté « mont McKinley », arguant que le nom de la montagne relève d'une compétence nationale (sur le territoire du pays, alors que le golfe se trouve en grande partie dans les eaux internationales) sur laquelle le gouvernement fédéral a clairement autorité,.

### Retrait du pool de presse
Le 11 février 2025, la Maison-Blanche a interdit indéfiniment aux journalistes de l'AP d'assister aux événements du pool de presse, tels que les conférences de presse dans le Bureau ovale ou à bord d'Air Force One, l'avion présidentiel. Les journalistes de l'AP conserveraient leurs cartes de presse et les photographes de l'AP continueraient d'avoir un accès complet. Le chef-adjoint du cabinet présidentiel, Taylor Budowich, a qualifié les références continues de l'AP au golfe du Mexique de « désinformation » et a annoncé que des journalistes d'une autre agence prendraient la place de l'AP,,. Lors d'une conférence de presse, le président Trump a déclaré que l'interdiction resterait en vigueur jusqu'à ce que l'AP accepte d'utiliser « Golfe d'Amérique ». Dans ses écritures produites devant la justice, la Maison-Blanche a confirmé que le président Trump avait personnellement pris la décision de révoquer l'accès de l'AP. 
La rédactrice en chef de l'AP, Julie Pace, a condamné l'interdiction comme une violation de la liberté de la presse. L'Association des correspondants de la Maison Blanche (en anglais : White House correspondants' association, WHCA) et le Comité des journalistes pour la liberté de la presse ont demandé à la Maison-Blanche de rétablir l'accès de l'AP. Plus de 50 organisations de presse ont signé une ou les deux pétitions, y-compris les médias à tendance conservatrice tels que Fox News, Newsmax et The Wall Street Journal,. Reuters (une autre agence de presse),, Newsmax, la Fondation pour les droits individuels et l'expression, et le National Press Clubont également publié des déclarations distinctes en soutien à l'AP, critiquant l'interdiction.
Le 25 février 2025, la Maison-Blanche a annoncé que la WHCA ne choisirait plus les médias ayant accès au président. Rompant avec la tradition, elle continuerait d'exclure l'AP tout en partageant un siège unique pour les agences de presse entre Bloomberg News et Reuters, les deux places ainsi rendus disponibles étant attribuées à des organisations choisies par la Maison-Blanche (qu'elle qualifie de « nouveaux médias »). Le 15 avril, la Maison-Blanche a également supprimé le créneau normalement réservé aux agences de presse indépendantes dans le pool de presse, affectant ainsi Bloomberg et Reuters, ainsi que l'AP. 

## Procédure juridictionnelle
Le 21 février 2025, l'AP a intenté une affaire en justice en assignant Taylor Budowich, ainsi que la porte-parole de la Maison-Blanche Karoline Leavitt et la chef du cabinet présidentiel Susie Wiles. La plainte allègue qu'en ciblant l'AP pour ses décisions éditoriales, les responsables de la Maison-Blanche violent le premier amendement de la Constitution, qui garantit la liberté de la presse, et la clause de due process du cinquième amendement,. L'affaire a été introduite devant la Cour de district des États-Unis pour le district de Columbia, et attribuée au juge Trevor N. McFadden, nommé dans ses fonctions par Donald Trump. Lors d'une audience le 24 février 2025, le juge McFadden a rejeté la requête de l'AP pour une ordonnance en indication de mesures provisoires. Une audience pour une injonction préliminaire a été initialement fixée au 20 mars 2025. Cependant, en raison de différends factuels, l'audience pour l'injonction préliminaire a été reportée du 20 mars au 27 mars 2025, à 9 h 30, chaque partie étant autorisée à faire entendre jusqu'à deux témoins à la barre et disposant d'une heure pour un interrogatoire direct. 
L'Association des correspondants de la Maison Blanche et le Comité des journalistes pour la liberté de la presse ont déposé un amicus curiae en soutien à l'AP,.
Le 3 mars 2025, l'AP a soumis une version détaillée de sa plainte, en doublant le volume du document. La plainte modifiée commence par une citation d'un conseiller anonyme de la Maison-Blanche, interrogé par Axios le 25 février : « The AP and the White House Correspondents Association wanted to f--k around. Now it's finding out time. » («  L'AP et l'Association des correspondants de la Maison-Blanche ont voulu déconner. Maintenant ils vont voir. »),.
Le 8 avril 2025, le juge McFadden a statué, à titre d'injonction préliminaire, que la Maison Blanche était tenue de lever les restrictions d'accès imposées à l'AP pendant que le procès se poursuivait, mais a suspendu sa décision, permettant à l'Administration de former un appel en urgence devant la Cour d'appel des États-Unis pour le circuit du district de Columbia afin d'obtenir un sursis administratif (en anglais : administrative stay).
Le 10 avril, les défendeurs ont saisi la Cour d'appel afin d'obtenir le sursis (la suspension) à exécution de l'injonction préliminaire émise par le juge McFadden,.
Le 6 juin 2025, une chambre de la Cour d'appel fédérale pour le circuit du district de Columbia composée des juges Cornelia Pillard, Gregory G. Katsas, et Neomi Rao, a accordé, par deux voix contre une, un sursis à exécution partiel sur l'injonction du juge McFadden. La Cour estime que le recours en justice de l'AP a peu de chance de prospérer sur le fond car le Bureau oval, Air Force One, Mar-a-Lago (le domicile de Donald Trump), la salle du Cabinet ou d'autres espaces auxquels l'accès est limité ne sont pas des lieux couverts par le Premier amendement. L'accès à ces espace est donc accordé de manière purement discrétionnaire par le Président, et la Cour estime que l'injonction préliminaire du juge McFadden porterait atteinte à ce pouvoir de sorte à causer un « irreparable harm » (« dommage difficilement réparable »). Cependant la Cour ne tient pas exactement le même raisonnement pour le cas de l'East Room, espace plus vaste pouvant accueillir beaucoup plus de personnes. La Cour n'est pas certaine, à ce stade de la procédure, que cette pièce partage les mêmes caractéristiques que les autres espaces à l'accès limité, ni que des dommages difficilement réparables puissent être identifiés. La juge Pillard s'est opposé au prononcé de toute forme de sursis, et a rédigé une opinion dissidente dans ce sens. La Cour maintient donc l'injonction préliminaire de première instance de lever les restrictions imposées à l'AP seulement en ce qui concerne l'East Room.
Le 22 juillet 2025, la Cour d'appel fédérale a rejeté à l'unanimité la requête en urgence de l'AP, introduite le 10 juin 2025, visant à obtenir une révision par la formation plénière de Cour de la décision de la chambre de trois juges accordant le sursis à exécution partiel.

## Voir également
- Seconde présidence de Donald Trump
- Liberté de la presse